# Ron Sexsmith
Ronald Eldon Sexsmith (St. Catharines (Ontario), 8 januari 1964) is een Canadese singer-songwriter. Op dit moment woont hij in Toronto.

## Carrière
Ron Sexsmith was zeventien toen hij begon met spelen in een bar in zijn woonplaats, the Lion's Tavern. Hij kreeg een reputatie als "The One-Man Jukebox" vanwege zijn gewoonte om veel verzoeknummers te spelen. Na een jaar of vier/vijf begon hij met het spelen van meer alternatieve en donkerdere muziek. Iets wat zijn publiek hem niet in dank af nam.
Na de geboorte van zijn eerste kind in 1985 besloot hij te beginnen met het schrijven van eigen nummers. Hij verhuisde naar Toronto, vormde een band The Uncool genaamd en bracht een cassette uit, Out of the Duff. Een jaar later bracht hij ook There’s a way uit. Ondertussen werkte hij als koerier. Hij bracht in 1991 Grand Opera Lane uit. Door de kwaliteit van dit album verwierf hij een platencontract dat uiteindelijk in 1995 leidde tot zijn zelfgetitelde album. Tussen 1997 en 2001 bracht Sexsmith nog drie albums uit voordat hij het gewaardeerde Cobblestone Runway in 2002 uitbracht. Retriever, een meer popgeoriënteerde album dan zijn eerdere albums, is opgedragen aan Elliott Smith en Johnny Cash.
In 2005 lanceerde hij een collectie van nummers die waren opgenomen met drummer Don Kerr tijdens de productie van Retriever, Dit album werd Destination Unknown genoemd. Liz Marshall maakte een clip voor het liedje "Listen", het was opgenomen in en rondom de haven van Toronto, met Sexsmith & Kerr peddelend in een kano in de lente zon. Datzelfde jaar won Ron Sexsmith een songwriter van het jaar Juno Award voor "Whatever it Takes".
Het liedje "Gold In Them Hills" geschreven door Sexsmith, bevat ook vocalen van Chris Martin van Coldplay.

## Stijl
De eerste vijf albums van Ron Sexsmith bestaan vooral uit melancholische pop-folk muziek met elegante melodieën, gitaar accenten en weloverwogen gebruik van andere instrumenten. Op het zesde album, Cobblestone Runway, voegde producer Martin Terefe naast deze stijl andere dingen toe, zoals synthesizers, achtergrondzangers, gospel koren en strijkers. Retriever wordt beschouwd als zijn meest pop gerelateerde album.
Hij heeft weleens gezegd, "...mijn belangrijkste doel is te proberen en uit weg te blijven van het lied. Ik wil liedjes schrijven die goed zijn, of ik ze zing of niet.

## Discografie

### Soloalbums
- Grand Opera Lane (1991, geproduceerd door Bob Wiseman samen met The Uncool)
- Ron Sexsmith (Interscope/Warner, 1995, geproduceerd door Mitchell Froom)
- Other Songs (album) (Interscope/Warner, 1997)
- Whereabouts (Interscope/Warner, 1999)
- Blue Boy (2001, geproduceerd door Steve Earle)
- Cobblestone Runway (2002, geproduceerd door Martin Terefe)
- Rarities (2003)
- Retriever (2004, Warner)
- Destination Unknown (2005, V2, samen met Don Kerr, uitgegeven als Sexsmith & Kerr)
- Time Being (2006, Warner)
- Exit Strategy of the Soul (2008, geproduceerd door Martin Terefe)
- Long Player Late Bloomer (2011, geproduceerd door Bob Rock)
- Forever Endeavour (2013, geproduceerd door Mitchell Froom)
- Carousel One (2015, geproduceerd door Jim Scott)
- The Last Rider (2017)
- Hermitage (2020, geproduceerd door Don Kerr)
- The Vivian Line (2023)

### The Kelele Brothers
- Escape from Bover County (2001, Gas Station Recordings)
- Has-Beens & Wives (2004, Gas Station Recordings)

## Hitnoteringen

### Albums
| Album met eventuele hitnotering(en) in de Nederlandse Album Top 100 | Datum van verschijnen | Datum van binnenkomst | Hoogste positie | Aantal weken | Opmerkingen |
| ------------------------------------------------------------------- | --------------------- | --------------------- | --------------- | ------------ | ----------- |
| Forever endeavour                                                   | 2013                  | 09-02-2013            | 55              | 3            |             |
| Carousel One                                                        | 2015                  | 04-04-2015            | 92              | 1            |             |

| Album met hitnotering(en) in de Vlaamse Ultratop 200 albums | Datum van verschijnen | Datum van binnenkomst | Hoogste positie | Aantal weken | Opmerkingen |
| ----------------------------------------------------------- | --------------------- | --------------------- | --------------- | ------------ | ----------- |
| Forever endeavour                                           | 2013                  | 16-02-2013            | 114             | 3            |             |
| The last rider                                              | 2017                  | 29-04-2017            | 155             | 2            |             |

### Singles
| Single met hitnotering(en) in de Vlaamse Ultratop 50 | Datum van verschijnen | Datum van binnenkomst | Hoogste positie | Aantal weken | Opmerkingen |
| ---------------------------------------------------- | --------------------- | --------------------- | --------------- | ------------ | ----------- |
| Snake road                                           | 2013                  | 09-03-2013            | tip90           | -            |             |
| Radio                                                | 2017                  | 29-04-2017            | tip             | -            |             |

- Bibliothèque nationale de France: cb139913769 (data)
- Gemeinsame Normdatei: 135057477
- International Standard Name Identifier: 0000 0000 7366 3359
- Library of Congress Control Number: no2001036811
- MusicBrainz: adbbaf02-cb2e-432d-b24b-f016e9a65a44
- SNAC: w6k07mp5
- Virtual International Authority File: 59279134
- WorldCat: E39PBJhH44m38t6QmWBdcRQTHC